# Neolophonotus oldroydi
Neolophonotus oldroydi là một loài ruồi trong họ Asilidae. Neolophonotus oldroydi được Londt miêu tả năm 1988. Loài này phân bố ở vùng nhiệt đới châu Phi.